# Morozivka, Hmilnîk
Morozivka (în ucraineană Морозівка) este un sat în comuna Lîpeatîn din raionul Hmilnîk, regiunea Vinnița, Ucraina.

## Demografie
Componența lingvistică a localității Morozivka
     Ucraineană (100%)
Conform recensământului din 2001, toată populația localității Morozivka era vorbitoare de ucraineană (100%).